# Festungs-Division Frankfurt an der Oder (Wehrmacht)
Die Festungs-Division Frankfurt an der Oder war ein kurzlebiger Großverband der deutschen Wehrmacht im Zweiten Weltkrieg.

## Geschichte
Die Festungs-Division Frankfurt an der Oder wurde im Januar 1945 in Frankfurt an der Oder aufgestellt, nachdem die Stadt zur Festung erklärt worden war. Die Division war in der Kriegsgliederung der 9. Armee vermerkt. 
Die Division kapitulierte im April 1945 gegenüber der Roten Armee. 

## Kommandeur
Einziger Kommandeur der Festungs-Division war der Generalleutnant Hermann Meyer-Rabingen.

## Gliederung
- Festungs-Grenadier-Regiment 1 mit einem Alarm-Ausbildungs-Bataillon, Versprengten-Bataillon und Alarm-Artillerie-Bataillon
- Festungs-Grenadier-Regiment 2 mit zwei Alarm-Artillerie-Bataillone
- Festungs-Grenadier-Regiment 3 mit einem Alarm-Artillerie-Bataillon und einem Volkssturm-Bataillon
- Festungs-Grenadier-Regiment 4 mit zwei Volkssturm-Bataillone; auch Festungs-Volkssturm-Grenadier-Regiment 4
- Festungs-Infanterie-Bataillon 1449
- Festungs-MG-Bataillon 84
- Festungs-Flak-Bataillon 829
- Artillerie-Ersatz- und Ausbildungs-Abteilung 59
- Festungs-Artillerie-Abteilungen 1325, 1326 und 3157
- Pionier-Sperr-Bataillon 952
- Festungs-Pak-Verband XXVI